# Krais de Rusia
La Federación Rusa está dividida en 89 sujetos federales (subyekti), de los cuales nueve son krais (en ruso: края, sing.: край). Históricamente, los krais eran análogos a las «marcas» en español, aunque se traduzca más a menudo como «región», «territorio» o «provincia». Actualmente no hay diferencias jurídicas entre un krai y un óblast en Rusia.
|   |                       |         |        |            |                       |                          |
|   | Krai                  | Bandera | Escudo | Área (km²) | Población (2013 est.) | Centro administrativo    |
| 1 | Krai de Altái         |         |        | 167 996    | 2 399 070             | Barnaúl                  |
| 2 | Krai de Transbaikalia |         |        | 431 892    | 1 095 303             | Chitá                    |
| 3 | Krai de Kamchatka     |         |        | 464 275    | 320 596               | Petropávlovsk-Kamchatski |
| 4 | Krai de Krasnodar     |         |        | 75 485     | 5 332 252             | Krasnodar                |
| 5 | Krai de Krasnoyarsk   |         |        | 2 366 797  | 2 847 585             | Krasnoyarsk              |
| 6 | Krai de Perm          |         |        | 160 236    | 2 635 280             | Perm                     |
| 7 | Krai de Primorie      |         |        | 164 673    | 1 947 500             | Vladivostok              |
| 8 | Krai de Stávropol     |         |        | 66 160     | 2 791 232             | Stávropol                |
| 9 | Krai de Jabárovsk     |         |        | 787 633    | 1 342 128             | Jabárovsk                |